# 妖異譚シリーズ
『妖異譚シリーズ』（よういたんシリーズ）は、篠原美季による日本のライトノベルシリーズ。イラスト担当はかわい千草（英国妖異譚シリーズ、欧州妖異譚シリーズ）、蓮川愛（古都妖異譚シリーズ）。講談社X文庫ホワイトハートにて2001年から刊行されている。

## 作品

### 英国妖異譚シリーズ
英国の全寮制パブリックスクール「セント・ラファエロ」に通うユウリ・フォーダムが持ち前の霊感と誰からも好かれる人柄で問題を解決していくシリーズ。

### 欧州妖異譚シリーズ
パブリックスクールを卒業した後を描くシリーズ。

### 古都妖異譚シリーズ
「英国妖異譚」「欧州妖異譚」の続編にあたるシリーズ。本シリーズより蓮川愛がイラストを担当する。